# Luchthaven Tigil
Luchthaven Tigil (Russisch: Аэропорт Тигиль) was een luchthaven in Rusland, gelegen ten noorden van de rivier Penzjina op korte afstand van Tigil in de kraj Kamtsjatka. De kleine luchthaven is gericht op kleinere vliegtuigen, als de L-410, Jak-40, An-2 en An-28, maar ook zwaardere vliegtuigen zoals de Tu-154 en militaire vliegtuigen landden er weleens. Eenmaal per week (op woensdag) vertrok vanaf het vliegveld een vlucht naar Petropavlovsk-Kamtsjatski. Het vliegveld werd in 1995 gesloten.